# سن-سلستن، کبک (شهر)
سن-سلستن (به فرانسوی: Saint-Célestin) شهری در منطقه شهری نیکوله-یاماسکا ناحیه سانتر-دو-کبک در استان کبک کانادا است. در سرشماری سال ۲۰۱۱ این شهر ۶۳۸ نفر جمعیت داشته‌است و مساحت آن ۷۸٫۷۲ کیلومتر مربع است.